# العلاقات الرواندية الغامبية
العلاقات الرواندية الغامبية هي العلاقات الثنائية التي تجمع بين رواندا وغامبيا.

## مقارنة بين البلدين
هذه مقارنة عامة ومرجعية للدولتين:
| وجه المقارنة                                              | رواندا                                        | غامبيا       |
| --------------------------------------------------------- | --------------------------------------------- | ------------ |
| المساحة (كم2)                                             | 26.34 ألف                                     | 11.30 ألف    |
| عدد السكان (نسمة)                                         | 12.21 مليون                                   | 2.10 مليون   |
| الكثافة السكانية (ن./كم²)                                 | 463.55                                        | 185.84       |
| العاصمة                                                   | كيغالي                                        | بانجول       |
| اللغة الرسمية                                             | اللغة الكينيارواندا، لغة إنجليزية، لغة فرنسية | لغة إنجليزية |
| العملة                                                    | فرنك رواندي                                   | دالاسي غامبي |
| الناتج المحلي الإجمالي (بليون دولار)                      | 9.14 مليار                                    | 1.01 مليار   |
| الناتج المحلي الإجمالي (تعادل القوة الشرائية) بليون دولار | 20.46 مليار                                   | 3.34 مليار   |
| الناتج المحلي الإجمالي الاسمي للفرد دولار أمريكي          | 697                                           | 471          |
| الناتج المحلي الإجمالي للفرد دولار أمريكي                 | 1.66 ألف                                      |              |
| مؤشر التنمية البشرية                                      | 0.483                                         | 0.441        |
| رمز المكالمات الدولي                                      | +250                                          | +220         |
| رمز الإنترنت                                              | .rw                                           | .gm          |
| المنطقة الزمنية                                           | ت ع م+02:00                                   | 00           |

## منظمات دولية مشتركة
يشترك البلدان في عضوية مجموعة من المنظمات الدولية، منها:
| علم المنظمة | اسم المنظمة                                                | تاريخ انضمام رواندا | تاريخ انضمام غامبيا |
| ----------- | ---------------------------------------------------------- | ------------------- | ------------------- |
|             | البنك الإفريقي للتنمية                                     | ?                   | ?                   |
|             | منظمة الشرطة الجنائية الدولية                              | ?                   | ?                   |
|             | الاتحاد البريدي العالمي                                    | ?                   | ?                   |
|             | الاتحاد الأفريقي                                           | ?                   | ?                   |
|             | العملية المشتركة للاتحاد الأفريقي والأمم المتحدة في دارفور | ?                   | ?                   |
|             | منظمة التجارة العالمية                                     | ?                   | ?                   |
|             | مؤسسة التنمية الدولية                                      | 30 سبتمبر 1963      | 18 أكتوبر 1967      |
|             | مؤسسة التمويل الدولية                                      | 6 نوفمبر 1975       | 19 سبتمبر 1983      |
|             | منظمة حظر الأسلحة الكيميائية                               | ?                   | ?                   |
|             | الأمم المتحدة                                              | 18 سبتمبر 1962      | 21 سبتمبر 1965      |
|             | الاتحاد الدولي للاتصالات                                   | 12 ديسمبر 1962      | 27 مايو 1974        |
|             | البنك الدولي للإنشاء والتعمير                              | 30 سبتمبر 1963      | 18 أكتوبر 1967      |
|             | مجموعة دول أفريقيا والكاريبي والمحيط الهادئ                | ?                   | ?                   |
|             | المركز الدولي لتسوية المنازعات الاستشارية                  | 14 نوفمبر 1979      | 26 يناير 1975       |
|             | وكالة ضمان الاستثمار متعدد الأطراف                         | 27 سبتمبر 2002      | 11 سبتمبر 1992      |
|             | يونسكو                                                     | 7 نوفمبر 1962       | 1 أغسطس 1973        |
|             | دول الكومنولث                                              | ?                   | 1965                |

## وصلات خارجية
- موقع وزارة الخارجية الرواندية
- موقع وزارة الخارجية الغامبية